# Pokraytchevo
Pokraytchevo (en macédonien Покрајчево) est un village du sud-est de la Macédoine du Nord, situé dans la municipalité de Radovich. Le village comptait 434 habitants en 2002.

## Démographie
Lors du recensement de 2002, le village comptait :
- Macédoniens : 434